# Senado Conservador
O Senado Conservador (em francês: Sénat conservateur) foi uma câmara de poder da França, criado pela Constituição do Ano VIII, e que vigeu a partir de 1800. Foi criado pelo Artigo 21 daquela Constituição.
Foi resultado de uma construção legal que visava a concentração do poder na figura do Primeiro Cônsul (Napoleão Bonaparte). Sucessor do Conselho dos Anciões, teve seu número de membros restrito a 80 membros, vitalícios e inamovíveis, a quem competia a nomeação de seus próprios membros nomeados numa lista tríplice (indicados, cada um, pelo Primeiro Cônsul, pelo Tribunato e pelo Corpo Legislativo). Os próprios membros do Tribunato e do Corpo Legislativo são escolhidos pelos senadores, a partir da lista escolhida pelo sufrágio universal masculino.
No processo legislativo cabia ao Tribunato debater as leis, mas não votá-las; isto era feito pelo Corpo Legislativo — que as votava, aprovando-as ou rejeitando-as; o Senado poderia deliberar em alguns casos, mas sua principal função era decidir sobre a constitucionalidade das leis.